# والری مورالس
والری مورالس (انگلیسی: Valerie Morales؛ زادهٔ) موسیقی‌دان اهل ایالات متحده آمریکا است.